# The Satyr and the Lady
The Satyr and the Lady è un cortometraggio muto del 1911. Il nome del regista non viene riportato.

## Produzione
Il film fu prodotto dalla Thanhouser Film Corporation.

## Distribuzione
Distribuito dalla Motion Picture Distributors and Sales Company, il film - un cortometraggio in una bobina - uscì nelle sale cinematografiche statunitensi il 20 ottobre 1911.